# Necrópolis de Pantálica
La necrópolis de Pantálica es una gran necrópolis en la provincia de Siracusa (Sicilia) con alrededor de 5.000 tumbas que datan desde el siglo XIII al siglo VII a. C.
Junto con la ciudad de Siracusa, Pantálica está incluida como «Siracusa y la necrópolis rocosa de Pantálica» en la lista del Patrimonio mundial de la Unesco.

## Geografía
Pantálica se halla en una meseta rodeada por los cañones formados por los ríos Anapo y Calcinara, entre las ciudades de Ferla y Sortino en el sureste de Sicilia. Es una importante zona natural. Varios senderos permiten visitar el lugar. El valle del Anapo es accesible por dos pasillos unidos entre sí, del lado de Sortino y del lado de Ferla. Este sendero recorre más de 10 kilómetros sobre el trazado de la antigua línea férrea Siracusa-Vizzini. La visita a la meseta puede efectuarse a partir de la llamada Sella di Filiporto («Silla de Filiporto»), que se alcanza desde la región de Ferla o del otro lado, desde la vertiente de Sortino, pasando por la llamada Grotta dei pipistrelli («caverna de los murciélagos»).
Forma parte de una reserva natural denominada Riserva Naturale Orientata Pantalica, Valle dell'Anapo, Torrente Cava Grande.

## Historia
En la primera mitad del siglo XIII a. C., todos los asentamientos costeros desaparecieron casi repentinamente por la llegada a Sicilia de los sículos y otras poblaciones itálicas; la población indígena abandonó la franja costera y buscó refugio en las accidentadas y poco habitables montañas, elegidas porque eran defendibles, y se reunió en grandes aglomeraciones.
Históricamente se señala que el rey Hiblón concedió permiso a los megarenses, al mando de Lamis, para establecerse en una franja de tierra de su territorio y fundar Mégara Hiblea en el año 728 a. C. Pero el posterior nacimiento y expansión de Siracusa determinó la destrucción del reino, expandiéndose el reino de Siracusa tierra adentro, con la fundación de Acras en el año 664 a. C. De esta época quedan los vestigios del llamado Palazzo del Príncipe o Anaktoron, además de la presencia de una vasta necrópolis de unas 5000 tumbas en pequeñas cuevas artificiales, excavadas en la roca.
La zona de la necrópolis no fue sólo habitada en época griega, sino también durante los primeros siglos de la Edad Media, cuando las poblaciones afectadas por las incursiones de los bárbaros, de los piratas y luego de los sarracenos debieron buscar refugio seguro y lo encontraron sobre las rocas inaccesibles. Aún hoy son visibles los restos de las habitaciones excavadas en la roca en época bizantina y los restos de pequeños oratorios rupestres llamados Grotta del Crocifisso («Caverna del crucifijo»), la Grotta di San Nicolicchio y la Grotta di San Micidario.
El primer estudioso de Pantálica fue el arqueólogo Paolo Orsi.

## Monumentos principales
Pantálica está constituida por necrópolis en todo su vasto territorio:
- La necrópolis de Filiporto (a 9 km de Ferla) está compuesta por un millar de tumbas, que se extienden sobre laderas y en la cuenca del Anapo, y pertenece a la última fase de la ciudad (siglos IX-VIII a. C.);
- La necrópolis del Noroeste, una de las más antiguas de la zona (siglos XII-XI a. C.);
- La necrópolis de la Cavetta del siglo IX al VIII a. C. con la presencia de habitaciones de época bizantina;
- La necrópolis Norte es la más vasta, datada en los siglos XII- XI a. C.

El palazzo dell’Anaktoron es un edificio megalítico de grandes bloques, con diversas estancias rectangulares y una evidente imitación de los palacios micénicos, tanto que algunos estudiosos han elaborado la hipótesis de la presencia de talleres micénicos en Sicilia. Pertenece a la primera época de Pantálica (siglos XII-XI a. C.) Quedan los bloques de los cimientos que hacen comprender cuán extraordinaria fue la construcción en una época tan remota. 

El edificio fue modificado y reutilizado en la época bizantina.